# Haemabasis calodesma
Haemabasis calodesma là một loài bướm đêm trong họ Noctuidae.